# Euphorbia colorata
Euphorbia colorata är en törelväxtart som beskrevs av Georg George Engelmann. Euphorbia colorata ingår i släktet törlar, och familjen törelväxter. Inga underarter finns listade i Catalogue of Life.